# John Varley (escritor)
John Varley (nacido en Austin, Texas, 9 de agosto de 1947) es un escritor de ciencia ficción estadounidense ganador de, entre otros, tres premios Hugo y dos Nébula. Sus obras han sido traducidas a 16 idiomas, incluido el esperanto.

## Biografía
Nació en Austin (Texas) en 1947 y creció en Fort Worth. Por motivos laborales su familia se trasladó a Port Arthur. Allí vivió de primera mano el paso del Huracán Audrey en 1957. Se graduó en el Nederland High School de Nederland (Texas) ganando una beca National Merit, lo que le permitió cursar estudios en la Universidad Estatal de Míchigan, según sus propias palabras "la más alejada de Texas" que pudo permitirse. Comenzó a estudiar Física, pero a los seis meses la abandonó y se enroló en Filología inglesa. Antes de cumplir los 20 años abandonó completamente los estudios y se marchó de viaje a San Francisco, donde participó en el "Verano del Amor" de 1967. También estaría presente en 1969 en el festival de Woodstock. En 1973, y tras haber vivido durante seis años sin una fuente de ingresos, decidió que quería convertirse en escritor de ciencia ficción. Ha vivido en varias ocasiones en Portland y Eugene (Oregón), Nueva York, San Francisco de nuevo, Berkeley y Los Ángeles.[cita requerida]

## Carrera literaria
Varley comenzó su carrera profesional publicando simultáneamente los cuentos Picnic on Nearside y Scoreboard. Picnic on Nearside apareció en el número de agosto de 1974 de la revista The Magazine of Fantasy and Science Fiction (F&SF), e inaugura su universo de "los ocho mundos" (Eight Worlds en el original en inglés) en el que transcurre buena parte de su obra inicial. Los ocho mundos es una ambientación de futuro cercano en la cual la Humanidad ha sido desalojada de la Tierra por una especie extraterrestre y se ha visto obligada a colonizar el Sistema Solar ―excepto los satélites de Júpiter,  también bajo el control de los extraterrestres― y desarrollar una tecnología que le permita sobrevivir y desarrollarse en condiciones adversas. Forman parte de dicho universo los relatos "Verano retrógrado" (F&SF, Feb/1975), "El paso del agujero negro" (F&SF, Jun/1975), "En el cuenco" (F&SF, Dic/1975), "El fantasma de Kansas" (Galaxy, Feb/1976), "Perdido en el banco de memoria" (Galaxy, May/1976), "Cantad, bailad" (Galaxy, Jul/1976), The Funhouse Effect (F&SF, Dic/1976), "Adiós, Robinson Crusoe" (Asimov's, 1977), "Xanthia y el agujero negro" (1977), Equinoctial (1977), "Opciones" (1979) y Beatnik Bayou (1980), así como la novela Y mañana serán clones (1977).
Otro grupo de relatos con continuidad son los protagonizados por la policía Anna-Louise Bach. Bach apareció por primera vez en "Bagatela" (Galaxy, Oct/1976), y posteriormente en The Barbie Murders (Asimov's, Ene-Feb/1978) y la novela corta "Blue Champagne" (New Voices 4: The John W. Campbell Award Nominees, 1981). Además de la mencionada novela corta, Varley incluyó otro relato suyo titulado "Tango Charlie y Foxtrot Romeo" en la antología Blue Champagne (1986). Y en el año 2003 volvió a publicar en el número de junio de Asimov's Science Fiction un relato de Bach, titulado "El pregonero". Varley ha declarado que las historias de Bach no forman parte de los ocho mundos, y aunque cronológicamente podrían encajar en algún momento entre el presente y la invasión extraterrestre, no fueron concebidas de esa manera.
En ese mismo periodo de tiempo publicó relatos independientes como "Maniquíes" (Amazing Stories, Ene/1976), "Incursión aérea" (Asimov's, Ene/1977), "En el salón de los reyes marcianos" (F&SF, Feb/1977), "La persistencia de la visión" (F&SF, Mar/1978), "El pusher" (F&SF, Oct/1981), "La guía telefónica de Manhattan (abreviada)" (1984) y "Pulse Enter ▮" (Asimov's, May/1984). Las novelas cortas "La persistencia de la visión" y "Pulse Enter ▮" ganaron ambas los premios Hugo y Nébula, mientras que "El pusher" recibió el premio Hugo al mejor relato corto y fue finalista en el Nébula de dicha categoría. En conjunto se puede decir que el de Varley fue el debut más importante en el género de la ciencia ficción de finales de la década de 1970 y principios de la de 1980.
Varley recopilaría buena parte de su producción original de ficción breve en tres colecciones: La persistencia de la visión (1978), The Barbie Murders and Other Stories (1980) y Blue Champagne (1986).
A partir de 1979 Varley empieza a publicar novelas con regularidad. Titán (1979) inaugura la "trilogía Gaea", completada por La hechicera (1980) y Demon (1984). En esta trilogía una expedición científica a Saturno en el año 2025 encuentra un extraño satélite en forma de toro de Stanford orbitando alrededor del planeta. 
Desde comienzos de la década de 1980 su producción literaria sufrió un parón cuando Varley comienza a trabajar como guionista en Hollywood. Sin embargo, de los múltiples guiones que escribió en este periodo, solo el de Millennium, basado en la novelización que había escrito en 1983 de su relato corto "Incursión aérea", llegó a convertirse en película. Decepcionado, Varley dejó su carrera como guionista y volvió a dedicarse íntegramente a la literatura.
A principios de los noventa Varley estaba planeando volver al universo de "los ocho mundos" con una nueva novela titulada Playa de acero. Sin embargo, para evitar problemas de continuidad con la extensa obra ya existente, Varley resolvió situarla en una versión alternativa de los ocho mundos "que comparte trasfondo, personajes y tecnología con las historias originales [...] pero lo que no comparte es una cronología". Tanto Playa de acero (1992) como su siguiente novela El globo de oro (1998) están situadas en esta versión alternativa de los ocho mundos. Varley también anunció una tercera novela en la misma ambientación titulada Irontown Blues.
En la década de 2000, Varley empezó a publicar una serie de novelas de homenaje a las novelas juveniles de Robert A. Heinlein. La primera novela fue Trueno rojo (2003), y estaba inspirada en Rocket Ship Galileo. La continuación, llamada Red Lightning (2006), está ambientada 23 años después en el planeta Marte, y se inspira a su vez en Red Planet. Rolling Thunder (2008) por su parte recoge ideas sacadas de The Rolling Stones, y su protagonista principal se llama Podkayne –en referencia a Podkayne of Mars. La última instancia de la serie es Dark Lightning (2014). Además de utilizar nombres de personajes de Heinlein y de dejar caer de vez en cuando títulos de sus novelas en los diálogos, la serie comparte tono, temas y tropos con los de la ciencia ficción clásica estadounidense de autores como el propio Heinlein y Andre Norton.
En paralelo con la serie de Thunder and Lightning ha escrito algunas novelas independientes como Mammoth (2005) y Slow Apocalypse (2012). También publicó en este periodo las colecciones de relatos The John Varley Reader: Thirty Years of Short Fiction (2004) y Good-Bye, Robinson Crusoe and Other Stories (2013).  En la primera de ellas cada relato viene precedido por una introducción autobiográfica, siendo esta la única vez que Varley ha escrito sobre sí mismo.
En 2018, Varley finalmente publicó Irontown Blues, tras dos décadas de espera. La novela forma junto con Playa de acero y El globo de oro una trilogía de historias levemente conectadas que Varley ha denominado Metal Trilogy. La novela está protagonizada por el  expolicía y detective Christopher Bach y su perro aumentado Sherlock, y en ella Varley utiliza tanto una ambientación (simulada) como muchos de los tropos del género noir.

## Temática y estilo

### Influencias
Se puede considerar a este autor un digno heredero de la obra de Robert A. Heinlein, no solo por el estilo empleado: también por el tipo de personajes independientes y algo socarrones que suele utilizar, las sociedades futuras de tipo libertario que describe, la exuberante y mutable sexualidad de sus personajes y su gusto por las descripciones de grandes obras de ingeniería, que en ocasiones acompaña con dibujos como también hacía Heinlein.
Esta influencia es reconocida abiertamente por el propio Varley, quien no duda en hacer homenaje a Heinlein en obras como El globo de oro ✍ introduciendo como futuro grupo social a los heinlenianos, un grupo de individualistas a ultranza (que llegan a rozar la caricatura) obsesionados con el viaje interestelar que les permita fundar una nueva sociedad de corte libertario.

### Universo
Varley, como el mismo Heinlein y otros autores, tiene un universo propio en el que trascurren la mayor parte de sus historias, especialmente las de más entidad, aunque ni mucho menos todas: muchos de sus relatos cortos transcurren en un futuro cercano de tinte lóbrego (La persistencia de la visión ✍) o en el ámbito de la exploración espacial, también a relativamente pocos años vista (Titán ✍).
Sin embargo, el grueso de su obra transcurre en un futuro a pocos siglos vista donde la Humanidad ha sido desalojada de la Tierra por una especie extraterrestre a la que, por lo que se deduce, no le gustó lo que estábamos haciendo con nuestro planeta. Este suceso, tan traumático como breve, obligó a la humanidad a colonizar el Sistema Solar. Y aunque la tecnología disponible es lo suficientemente poderosa como para construir gigantescas cúpulas subterráneas en asteroides y satélites (a excepción de los de Júpiter, donde tampoco estos extraterrestres dejan tocar nada) o construir anillos orbitales, la velocidad de la luz sigue siendo una barrera infranqueable y el espectro de acción humana está limitada a nuestro entorno planetario.
Es divertido señalar que, en este mundo imaginado por Varley, nadie ha visto o tiene idea de cómo son estos extraterrestres hiperpoderosos y que, de hecho, no juegan ningún papel en su obra aparte de habernos llamado al orden.
La sociedad humana en el exilio, no obstante, se las arregla bastante bien (no está muy claro si siempre fue así), y el ocio y el placer son las principales ocupaciones. Así, en prácticamente cada lugar habitado del sistema solar tenemos una "disneylandia" (sic) y las industrias del espectáculo y del hedonismo en general son de las más importantes. A diferencia del mundo heinleniano el militarismo está prácticamente ausente, pero sí abundan delitos y crímenes, mayores y menores.
La economía por supuesto es liberal y la sociedad fuertemente individualista. Las ciencias médicas también están muy evolucionadas y la prolongación de la vida, trasplantes, implantes y cambios de sexo son actividades casi rutinarias. La tecnología informática también está muy desarrollada y existe la posibilidad de transferir consciencia a máquinas, por ejemplo, siendo una forma habitual de diversión. También existe tecnología de campos de fuerza, así como artefactos y gadgets de todo tipo.

## Obra
Novelas
- Y mañana serán clones (1977, The Ophiuchi Hotline)
- Trilogía Gaea
  - Titán (1979, Titan)
  - La hechicera (1980, Wizard)
  - Demon (1984)
- Millennium (1983)
- Trilogía Metal[13]
  - Playa de acero (1992, Steel Beach)
  - El globo de oro (1998, The Golden Globe)
  - Irontown Blues (2018)
- Serie Thunder and Lightning
  - Trueno rojo (2003, Red Thunder)
  - Red Lightning (2006)
  - Rolling Thunder (2008)
  - Dark Lightning (2014)
- Mammoth (2005)
- Slow Apocalypse (2012)

Colecciones de relatos
- La persistencia de la visión/En el salón de los reyes marcianos (1978, The Persistence of Vision; la edición en Reino Unido se tituló In the Hall of the Martian Kings)
- The Barbie Murders and Other Stories  (1980) (republicado en 1984 bajo el título Picnic on Nearside)
- Blue Champagne (1986, Blue Champagne)
- The John Varley Reader: Thirty Years of Short Fiction (2004)
- Good-Bye, Robinson Crusoe and Other Stories (2013)

Ficción breve
- Picnic on Nearside (1974)
- Scoreboard (1974)
- "Verano retrógrado" (1975, Retrograde Summer)
- "El paso del agujero negro" (1975 The Black Hole Passes)
- A Choice of Enemies (1975)
- "En el cuenco" (1975, In the Bowl)
- "Maniquíes" (1976, Manikins)
- "El fantasma de Kansas" (1976 The Phantom of Kansas)
- "Perdido en el banco de memoria" (1976, Overdrawn at the Memory Bank)
- "Cantad, bailad" (1976, Gotta Sing, Gotta Dance)
- "Bagatela" (1976, Bagatelle)
- The Funhouse Effect (1976)
- "Incursión aérea" (1977, Air Raid)
- "Adiós, Robinson Crusoe" (1977, Good-Bye, Robinson Crusoe)
- "En el salón de los reyes marcianos" (1977, In the Hall of the Martian Kings)
- "Xanthia y el agujero negro" (1977, Lollipop and the Tar Baby)
- Equinoctial (1977)
- The Barbie Murders (1978)
- "La persistencia de la visión" (1978, The Persistence of Vision)
- "Opciones" (1979, Options)
- Beatnik Bayou (1980)
- "Blue champagne" (1981, Blue Champagne)
- "El pusher" (1981, The Pusher)
- "La guía telefónica de Manhattan (abreviada)" (1984, The Manhattan Phone Book (Abridged))
- "Pulse Enter ▮" (1984, Press Enter ▮)
- "Tango Charlie y Foxtrot Romeo" (1986, Tango Charlie and Foxtrot Romeo)
- "La palabra no procesada" (1986, The Unprocessed Word)
- "Otro día perfecto" (1989, Just Another Perfect Day)
- Good Intentions (1992)
- "Su segura servidora" (1992, Her Girl Friday)
- Truth, Justice and the Politically Correct Socialist Path (1995)
- The Flying Dutchman (1998)
- A Christmas Story (2003)
- "El pregonero" (2003, The Bellman)
- In Fading Suns and Dying Moons (2003)

## Adaptaciones a cine y televisión
Varley pasó gran parte de la década de los 1980 escribiendo guiones para Hollywood. La única de sus obras que logró ver llevada a la gran pantalla fue Millennium, basada en la novela del mismo título de 1983 que a su vez expandía su relato de 1977 "Incursión aérea". Varley reescribió el guion seis veces, y por el proyecto llegaron a pasar cuatro directores distintos hasta que al fin Millennium fue estrenada en 1989, dirigida por Michael Anderson y protagonizada por Kris Kristofferson, Cheryl Ladd y Daniel J. Travanti. El periódico New York Times la calificó en su reseña de "horrible" e "inepta", y el propio Varley la ha calificado de "mala".
Además, tres de sus relatos fueron adaptados para la televisión. "Overdrawn at the Memory Bank" fue adaptado por la cadena PBS en 1983. Sci-Fi Channel adaptó por su parte "Options" y "Blue Champagne" a sendos episodios de su efímera serie de 1998 Welcome to Paradox.

## Premios
Varley ha ganado tres premios Hugo y dos premios Nébula, además de haber sido finalista en dichos premios en numerosas ocasiones (15 veces en los Hugo y 9 en los Nébula). Además también ha recibido 10 premios Locus, el premio Seiun en dos ocasiones, un Premio Júpiter de novela corta y un premio Apollo entre otros galardones. En 2009 la Sociedad Heinlein le entregó el premio especial Robert A. Heinlein por "inspirar la exploración espacial a través de la ciencia ficción".